# Re di Man

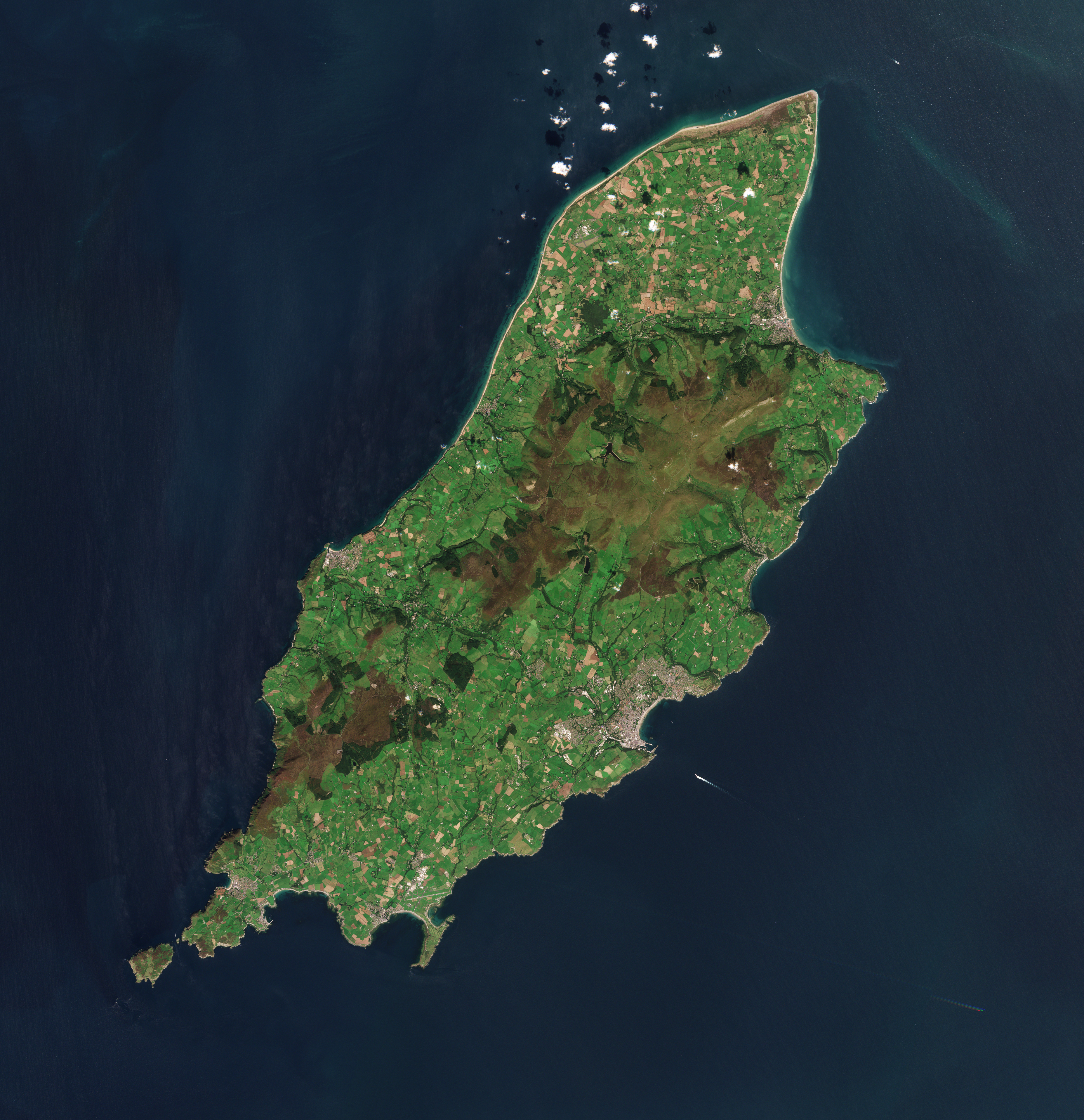
Immagine satellitare dell'isola di Man

Il seguente è un elenco cronologico dei re di Man e delle isole che regnarono sulle isole Orcadi, Shetland, Ebridi e sull'Isola di Man. I governanti di quest'ultima ricoprirono una varietà di titoli a seconda dei secoli e diversi personaggi storici regnarono anche per conto di potenze straniere.

## Storia
Quando l'isola di Man divenne per la prima volta un'entità territoriale nel X secolo, essa era indipendente e il suo sovrano, allora il re di Man, controllava anche altri territori come le Ebridi Esterne. Le invasioni vichinghe delle isole britanniche coincisero con il termine di questo periodo di autonomia, il quale cessò definitivamente nel 1164. Seguì poi una fase di transizione durata quasi un secolo, durante la quale si susseguirono in rapida successione degli occupanti inglesi e scozzesi, permise di spodestare le varie dominazioni vichinghe, che furono poi rimpiazzate dalla dominazione inglese a partire dal 1333. Essa continua ininterrottamente da allora fino ai giorni nostri.
Durante questo periodo di rapidi cambiamenti al potere, fu creato il titolo di "Governatore dell'Isola di Man" nel 1290, poi abolito nel 1828 sotto Giorgio IV. Invece, il titolo di "Luogotenente Governatore dell'Isola di Man", istituito nel 1773, esiste ancora. Dal 1828, l'isola di Man è governata dal sovrano britannico, che detiene il titolo di "signore di Man", creato nel 1504 ma inizialmente concesso alla contea di Derby fino al 1760, quando il re d'Inghilterra lo ereditò, e da un suo rappresentante, un uomo eletto dai Mannois che ricopre la carica di "Luogotenente-Governatore dell'Isola di Man".
Dall'aprile del 2011, il Luogotenente Governatore, carica precedentemente ricoperta dalla regina Elisabetta II, è stato nominato da un voto dei rappresentanti locali di Manx, una misura annunciata dall'allora Ministro capo dell'isola di Man, Tony Brown, il 6 luglio 2010.

## Legenda
| Colore | Sovranità                              |
| ------ | -------------------------------------- |
|        | Indipendenza                           |
|        | Dominazione inglese                    |
|        | Dominazione scozzese                   |
|        | Dominazione dei Vichinghi di Dublino   |
|        | Dominazione dei Vichinghi delle Orcadi |
|        | Dominazione scandinava                 |

## Sovrani dell'isola di Man
|                                                                               | Sovrano                          | Anni                                 | Titolo ufficiale                  | Sovrano             | Anni           | Titolo ufficiale | Sovrano         | Anni                                        | Titolo ufficiale |
| ----------------------------------------------------------------------------- | -------------------------------- | ------------------------------------ | --------------------------------- | ------------------- | -------------- | ---------------- | --------------- | ------------------------------------------- | ---------------- |
| Prima del 1164, le Ebridi Esterne facevano parte del regno dell'isola di Man. |                                  |                                      |                                   |                     |                |                  |                 |                                             |                  |
|                                                                               | Tutgual                          | nato verso il 467                    | Re di Man e delle Isole           |                     |                |                  |                 |                                             |                  |
| Dingat                                                                        | 480-510 circa                    |                                      | Re di Man e delle Isole           |                     |                |                  |                 |                                             |                  |
| Senyllt ap Dingat                                                             | 510-540 circa                    |                                      | Re di Man e delle Isole           |                     |                |                  |                 |                                             |                  |
| Neithon                                                                       | 540-570 circa                    |                                      | Re di Man e delle Isole           |                     |                |                  |                 |                                             |                  |
| Rhun                                                                          | 570-600                          |                                      | Re di Man e delle Isole           |                     |                |                  |                 |                                             |                  |
| Tutgual II                                                                    | 600-620 circa                    |                                      | Re di Man e delle Isole           |                     |                |                  |                 |                                             |                  |
| Anllech                                                                       | 620-650 circa                    |                                      | Re di Man e delle Isole           |                     |                |                  |                 |                                             |                  |
| Cynin                                                                         | 650-670 circa                    |                                      | Re di Man e delle Isole           |                     |                |                  |                 |                                             |                  |
| Mermin Mawr                                                                   | 670-682 circa                    |                                      | Re di Man e delle Isole           |                     |                |                  |                 |                                             |                  |
| Anaraud Gwalchcrwn                                                            | 682-720 circa                    |                                      | Re di Man e delle Isole           |                     |                |                  |                 |                                             |                  |
| Tutgual III                                                                   | 720-750 circa                    |                                      | Re di Man e delle Isole           |                     |                |                  |                 |                                             |                  |
| Iudgual                                                                       | 750-770 circa                    |                                      | Re di Man e delle Isole           |                     |                |                  |                 |                                             |                  |
| Elidir                                                                        | 770-790 circa                    |                                      | Re di Man e delle Isole           |                     |                |                  |                 |                                             |                  |
| Guriat                                                                        | 790-820 circa                    |                                      | Re di Man e delle Isole           |                     |                |                  |                 |                                             |                  |
| Merfyn Frych                                                                  | 820–825 circa                    |                                      | Re di Man e delle Isole           |                     |                |                  |                 |                                             |                  |
| Gofraid mac Fergusa                                                           | 836–853                          | re di Man, signore delle Ebridi      |                                   |                     |                |                  |                 |                                             |                  |
|                                                                               | Ketil Naso Piatto                | 853-870 circa                        | re di Man                         |                     |                |                  |                 |                                             |                  |
| Ásbjǫrn skerjablesi                                                           | 870–874                          |                                      | re di Man                         |                     |                |                  |                 |                                             |                  |
| Dominio diretto dei re di Dublino                                             | prima del 900-poco dopo il 900   |                                      | re di Man                         |                     |                |                  |                 |                                             |                  |
| Dominio diretto dei re di York                                                | 902 circa-921                    |                                      | re di Man                         |                     |                |                  |                 |                                             |                  |
| Gebeachan                                                                     | 921–937                          |                                      | re di Man                         |                     |                |                  |                 |                                             |                  |
| Mac Ragnall                                                                   | 937–942                          |                                      | re di Man                         |                     |                |                  |                 |                                             |                  |
| Maccus mac Arailt                                                             | 962–976                          |                                      | re di Man                         |                     |                |                  |                 |                                             |                  |
| Gofraid mac Arailt                                                            | 977–989                          |                                      | re di Man                         |                     |                |                  |                 |                                             |                  |
|                                                                               |                                  |                                      | re di Man                         |                     |                |                  |                 |                                             |                  |
| Lagmann                                                                       | fl. 1012                         |                                      | re di Man                         |                     |                |                  |                 |                                             |                  |
| Ragnall mac Gofraid                                                           | morto nel 1005                   |                                      | re di Man                         |                     |                |                  |                 |                                             |                  |
| Kenneth Godfredson                                                            | 1005–1014                        |                                      | re di Man                         |                     |                |                  |                 |                                             |                  |
|                                                                               | Sven Kennethson                  | 1014–1034                            | re di Man                         |                     |                |                  |                 |                                             |                  |
| Haraldr svarti                                                                | 1034–1052                        |                                      | re di Man                         |                     |                |                  |                 |                                             |                  |
| Margad Ragnaldson                                                             | 1052–1061                        |                                      | re di Man                         |                     |                |                  |                 |                                             |                  |
| Murchaid mac Diarmait                                                         | 1061–1070                        |                                      | re di Man                         |                     |                |                  |                 |                                             |                  |
| Fingal Godfredson                                                             | 1070–1079                        |                                      |                                   |                     |                |                  |                 |                                             |                  |
|                                                                               | Godred Crovan                    | 1079–1095                            |                                   |                     |                |                  |                 |                                             |                  |
| Magnus III di Norvegia                                                        | 1095–1102                        | re di Norvegia, di Man e delle Isole |                                   |                     |                |                  |                 |                                             |                  |
| Lagman                                                                        | 1102–1104                        | re di Man e delle Isole              |                                   |                     |                |                  |                 |                                             |                  |
| Sigurd I di Norvegia                                                          | 1104–1130                        | re di Norvegia, di Man e delle Isole |                                   |                     |                |                  |                 |                                             |                  |
| Domnall mac Tadg Ua Briain                                                    | 1114–1115                        | re di Man e delle Isole              |                                   |                     |                |                  |                 |                                             |                  |
| Olaf I il Rosso                                                               | 1115–1153                        | re di Man e delle Isole              |                                   |                     |                |                  |                 |                                             |                  |
| Gofraid mac Amlaíb                                                            | 1153–1158                        | re di Man e delle Isole              |                                   |                     |                |                  |                 |                                             |                  |
| Somerled                                                                      | 1158–1164                        | re di Man e delle Isole              |                                   |                     |                |                  |                 |                                             |                  |
| a partire dal 1164, le Ebridi Esterne si separarono dall'isola di Man.        |                                  | re di Man e delle Isole              |                                   |                     |                |                  |                 |                                             |                  |
|                                                                               | Gofraid mac Amlaíb               | 1164–1164                            | re di Man                         |                     |                |                  |                 |                                             |                  |
| Rǫgnvaldr Óláfsson                                                            | 1164–1164                        |                                      | re di Man                         |                     |                |                  |                 |                                             |                  |
| Gofraid mac Amlaíb                                                            | 1164–1187                        |                                      | re di Man                         |                     |                |                  |                 |                                             |                  |
| Raghnall mac Gofraidh                                                         | 1187–1229                        |                                      | re di Man                         |                     |                |                  |                 |                                             |                  |
| Óláfr Guðrøðarson                                                             | 1229–1237                        |                                      | re di Man                         |                     |                |                  |                 |                                             |                  |
| Harald il Nero                                                                | 1237–1248                        |                                      | re di Man                         |                     |                |                  |                 |                                             |                  |
| Rǫgnvaldr Óláfsson                                                            | 1249                             |                                      | re di Man                         |                     |                |                  |                 |                                             |                  |
| Ivar di Man                                                                   | 1250–1252                        |                                      | re di Man                         |                     |                |                  |                 |                                             |                  |
| Magnus III dell'Isola di Man                                                  | 1252–1265                        |                                      | re di Man                         |                     |                |                  |                 |                                             |                  |
|                                                                               | Dominazione scozzese (1265–1275) |                                      |                                   |                     |                |                  |                 |                                             |                  |
|                                                                               | Guðrøðr Magnússon                | 1275–1275                            | re di Man                         |                     |                |                  |                 |                                             |                  |
|                                                                               | Dominazione scozzese (1275–1290) |                                      |                                   |                     |                |                  |                 |                                             |                  |
|                                                                               | Dominazione inglese (1290–1293)  |                                      |                                   |                     |                |                  |                 |                                             |                  |
| Riccardo di Burgh                                                             | 1290–1293                        | Governatore dell'isola di Man        |                                   |                     |                |                  |                 |                                             |                  |
|                                                                               | Dominazione scozzese (1293–1296) | Governatore dell'isola di Man        |                                   |                     |                |                  |                 |                                             |                  |
| Giovanni di Scozia                                                            | 1293–1296                        | Governatore dell'isola di Man        |                                   |                     |                |                  |                 |                                             |                  |
|                                                                               | Dominazione inglese (1296–1313)  | Governatore dell'isola di Man        |                                   |                     |                |                  |                 |                                             |                  |
| Anthony Beck                                                                  | 1298–1311                        | Governatore dell'isola di Man        |                                   |                     |                |                  |                 |                                             |                  |
| Enrico di Beaumont                                                            | 1310–1310                        | Governatore dell'isola di Man        |                                   |                     |                |                  |                 |                                             |                  |
| Pietro Gaveston                                                               | 1311–1312                        | Governatore dell'isola di Man        |                                   |                     |                |                  |                 |                                             |                  |
| Gilberto Makaskyl                                                             | 1312                             | Governatore dell'isola di Man        |                                   |                     |                |                  |                 |                                             |                  |
| Enrico di Beaumont                                                            | 1312–1312                        | Governatore dell'isola di Man        |                                   |                     |                |                  |                 |                                             |                  |
|                                                                               | Dominazione scozzese (1313–1332) | Dominazione scozzese (1313–1332)     | Dominazione scozzese (1313–1332)  | Tommaso Randolph    | 1313-1332      |                  |                 |                                             |                  |
|                                                                               | William Montacute                | Governatore dell'isola di Man        | 1333–1344                         | Roi de Man          | ?              | ?                |                 |                                             |                  |
| William Montacute                                                             | 1344–1392                        | Governatore dell'isola di Man        | ?                                 | Roi de Man          | ?              |                  |                 |                                             |                  |
| William le Scrope                                                             | 1392–1399                        | Governatore dell'isola di Man        | ?                                 | Roi de Man          | ?              |                  |                 |                                             |                  |
| Enrico Percy                                                                  | 1399–1405                        | Governatore dell'isola di Man        | Enrico Percy                      | Roi de Man          | 1399–1405      |                  |                 |                                             |                  |
| Giovanni I Stanley di Man                                                     | 1405–1414                        | Governatore dell'isola di Man        | Michael Blundel                   | Roi de Man          | 1405–1417      |                  |                 |                                             |                  |
| John II Stanley di Man                                                        | 1414–1432                        | Governatore dell'isola di Man        |                                   | Roi de Man          |                |                  |                 |                                             |                  |
| John II Stanley di Man                                                        | 1414–1432                        | Governatore dell'isola di Man        | Michael Blundel                   | Roi de Man          | 1405–1417      |                  |                 |                                             |                  |
| John II Stanley di Man                                                        | 1414–1432                        | Governatore dell'isola di Man        | John Litherland                   | Roi de Man          | 1417–1418      |                  |                 |                                             |                  |
| John II Stanley di Man                                                        | 1414–1432                        | Governatore dell'isola di Man        | John Fazakerly                    | Roi de Man          | 1418           |                  |                 |                                             |                  |
| John II Stanley di Man                                                        | 1414–1432                        | Governatore dell'isola di Man        | John Walton                       | Roi de Man          | 1422–1428      |                  |                 |                                             |                  |
| John II Stanley di Man                                                        | 1414–1432                        | Governatore dell'isola di Man        | Henry Byron                       | Roi de Man          | 1428–14??      |                  |                 |                                             |                  |
| Thomas Stanley, I conte di Derby                                              | 1432–1460                        | Governatore dell'isola di Man        | Henry Byron                       | Roi de Man          | 1428–14??      |                  |                 |                                             |                  |
| Thomas Stanley, II conte di Derby                                             | 1460–1504                        | Governatore dell'isola di Man        |                                   | Roi de Man          |                |                  |                 |                                             |                  |
| Thomas Stanley, II conte di Derby                                             | 1460–1504                        | Governatore dell'isola di Man        | Henry Byron                       | Roi de Man          | 1428–14??      |                  |                 |                                             |                  |
| Thomas Stanley, II conte di Derby                                             | 1460–1504                        | Governatore dell'isola di Man        | Peter Dutton                      | Roi de Man          | 1496–1497      |                  |                 |                                             |                  |
| Thomas Stanley, II conte di Derby                                             | 1460–1504                        | Governatore dell'isola di Man        | Henry Radcliffe                   | Roi de Man          | 1497–1505/1508 |                  |                 |                                             |                  |
| Thomas Stanley, II conte di Derby                                             | 1504–1521                        | Governatore dell'isola di Man        | Conte di Derby, signore di Man    |                     |                |                  |                 |                                             |                  |
| Thomas Stanley, II conte di Derby                                             | 1504–1521                        | Governatore dell'isola di Man        | Conte di Derby, signore di Man    | Henry Radcliffe     | 1497–1505/1508 |                  |                 |                                             |                  |
| Thomas Stanley, II conte di Derby                                             | 1504–1521                        | Governatore dell'isola di Man        | Conte di Derby, signore di Man    | Ralph Rushton       | 1505/1508–1511 |                  |                 |                                             |                  |
| Thomas Stanley, II conte di Derby                                             | 1504–1521                        | Governatore dell'isola di Man        | Conte di Derby, signore di Man    | John Ireland        | 1511–1518      |                  |                 |                                             |                  |
| Thomas Stanley, II conte di Derby                                             | 1504–1521                        | Governatore dell'isola di Man        | Conte di Derby, signore di Man    | John Fazakerley     | 1518–1521      |                  |                 |                                             |                  |
| Edward Stanley                                                                | 1521–1572                        | Governatore dell'isola di Man        | Conte di Derby, signore di Man    |                     |                |                  |                 |                                             |                  |
| Edward Stanley                                                                | 1521–1572                        | Governatore dell'isola di Man        | Conte di Derby, signore di Man    | Thomas Danport      | 1521–1527      |                  |                 |                                             |                  |
| Edward Stanley                                                                | 1521–1572                        | Governatore dell'isola di Man        | Conte di Derby, signore di Man    | Henry Stanley       | 1527–1536      |                  |                 |                                             |                  |
| Edward Stanley                                                                | 1521–1572                        | Governatore dell'isola di Man        | Conte di Derby, signore di Man    | George Ffleming     | 1536–1545      |                  |                 |                                             |                  |
| Edward Stanley                                                                | 1521–1572                        | Governatore dell'isola di Man        | Conte di Derby, signore di Man    | William Stanley     | 1545–1552      |                  |                 |                                             |                  |
| Edward Stanley                                                                | 1521–1572                        | Governatore dell'isola di Man        | Conte di Derby, signore di Man    | Henry Stanley       | 1552–1576      |                  |                 |                                             |                  |
| Henry Stanley                                                                 | 1572–1593                        | Governatore dell'isola di Man        | Conte di Derby, signore di Man    |                     |                |                  |                 |                                             |                  |
| Henry Stanley                                                                 | 1572–1593                        | Governatore dell'isola di Man        | Conte di Derby, signore di Man    | Henry Stanley       | 1552–1576      |                  |                 |                                             |                  |
| Henry Stanley                                                                 | 1572–1593                        | Governatore dell'isola di Man        | Conte di Derby, signore di Man    | John Harmer         | 1576–1580      |                  |                 |                                             |                  |
| Henry Stanley                                                                 | 1572–1593                        | Governatore dell'isola di Man        | Conte di Derby, signore di Man    | John Sherburn       | 1580–1592      |                  |                 |                                             |                  |
| Henry Stanley                                                                 | 1572–1593                        | Governatore dell'isola di Man        | Conte di Derby, signore di Man    | Cuthbert Gerard     | 1592–1593      |                  |                 |                                             |                  |
| Ferdinando Stanley                                                            | 1593–1594                        | Governatore dell'isola di Man        | Conte di Derby, signore di Man    | William Stanley     | 1593–1594      |                  |                 |                                             |                  |
| Dominazione inglese diretta (1594–1610)                                       |                                  | Governatore dell'isola di Man        |                                   |                     |                |                  |                 |                                             |                  |
| Ranulph Stanley                                                               | 1594–1595                        | Governatore dell'isola di Man        |                                   |                     |                |                  |                 |                                             |                  |
| Thomas Gerard                                                                 | 1595–1608                        | Governatore dell'isola di Man        |                                   |                     |                |                  |                 |                                             |                  |
| Piers Legh                                                                    | 1596–1699                        | Governatore dell'isola di Man        |                                   |                     |                |                  |                 |                                             |                  |
| Cuthbert Gerard                                                               | 1599–1600                        | Governatore dell'isola di Man        |                                   |                     |                |                  |                 |                                             |                  |
| Robert Molyneux                                                               | 1600–1609                        | Governatore dell'isola di Man        |                                   |                     |                |                  |                 |                                             |                  |
| William Stanley                                                               | 1610–1612                        | Governatore dell'isola di Man        | conte di Derby, signore di Man    | John Ireland        | 1609–1623      |                  |                 |                                             |                  |
| Elizabeth de Vere                                                             | 1612–1627                        | Governatore dell'isola di Man        | contessa di Derby, signora di Man |                     |                |                  |                 |                                             |                  |
| Elizabeth de Vere                                                             | 1612–1627                        | Governatore dell'isola di Man        | contessa di Derby, signora di Man | John Ireland        | 1609–1623      |                  |                 |                                             |                  |
| Elizabeth de Vere                                                             | 1612–1627                        | Governatore dell'isola di Man        | contessa di Derby, signora di Man | Frederick Liege     | 1623–1626      |                  |                 |                                             |                  |
| Elizabeth de Vere                                                             | 1612–1627                        | Governatore dell'isola di Man        | contessa di Derby, signora di Man | Edward Holmewood    | 1626–1627      |                  |                 |                                             |                  |
| James Stanley                                                                 | 1627–1651                        | Governatore dell'isola di Man        | conte di Derby, signore di Man    |                     |                |                  |                 |                                             |                  |
| James Stanley                                                                 | 1627–1651                        | Governatore dell'isola di Man        | conte di Derby, signore di Man    | Edward Christian    | 1627–1639      |                  |                 |                                             |                  |
| James Stanley                                                                 | 1627–1651                        | Governatore dell'isola di Man        | conte di Derby, signore di Man    | Foulkes Hunckes     | 1639–1640      |                  |                 |                                             |                  |
| James Stanley                                                                 | 1627–1651                        | Governatore dell'isola di Man        | conte di Derby, signore di Man    | Edward Christian    | 1641–1642      |                  |                 |                                             |                  |
| James Stanley                                                                 | 1627–1651                        | Governatore dell'isola di Man        | conte di Derby, signore di Man    | John Greenhalgh     | 1642–1651      |                  |                 |                                             |                  |
| Dominazione inglese diretta (1651–1660)                                       |                                  | Governatore dell'isola di Man        |                                   |                     |                |                  |                 |                                             |                  |
| Philip Musgrave                                                               | 1651                             | Governatore dell'isola di Man        |                                   |                     |                |                  |                 |                                             |                  |
| Robert Dukenfield                                                             | 1651–1652                        | Governatore dell'isola di Man        |                                   |                     |                |                  |                 |                                             |                  |
| Matthew Cadwall                                                               | 1652–1656                        | Governatore dell'isola di Man        |                                   |                     |                |                  |                 |                                             |                  |
| Illiam Dhone                                                                  | 1656–1659                        | Governatore dell'isola di Man        |                                   |                     |                |                  |                 |                                             |                  |
| James Chaloner                                                                | 1659–1660                        | Governatore dell'isola di Man        |                                   |                     |                |                  |                 |                                             |                  |
| Charles Stanley                                                               | 1660–1672                        | Governatore dell'isola di Man        | conte di Derby, signore di Man    |                     |                |                  |                 |                                             |                  |
| Charles Stanley                                                               | 1660–1672                        | Governatore dell'isola di Man        | conte di Derby, signore di Man    | Roger Nowell        | 1660–1664      |                  |                 |                                             |                  |
| Charles Stanley                                                               | 1660–1672                        | Governatore dell'isola di Man        | conte di Derby, signore di Man    | Isaac Barrow        | 1664–1671      |                  |                 |                                             |                  |
| Charles Stanley                                                               | 1660–1672                        | Governatore dell'isola di Man        | conte di Derby, signore di Man    | carica vacante      | 1671–1673      |                  |                 |                                             |                  |
| William Stanley                                                               | 1672–1702                        | Governatore dell'isola di Man        | conte di Derby, signore di Man    | Henry Nowell        | 1673–1677      |                  |                 |                                             |                  |
| William Stanley                                                               | 1672–1702                        | Governatore dell'isola di Man        | conte di Derby, signore di Man    | Henry Stanley       | 1677–1678      |                  |                 |                                             |                  |
| William Stanley                                                               | 1672–1702                        | Governatore dell'isola di Man        | conte di Derby, signore di Man    | Robert Heywood      | 1678–1690      |                  |                 |                                             |                  |
| William Stanley                                                               | 1672–1702                        | Governatore dell'isola di Man        | conte di Derby, signore di Man    | Roger Kenyon        | 1690–1693      |                  |                 |                                             |                  |
| William Stanley                                                               | 1672–1702                        | Governatore dell'isola di Man        | conte di Derby, signore di Man    | William Sacheverell | 1693–1696      |                  |                 |                                             |                  |
| William Stanley                                                               | 1672–1702                        | Governatore dell'isola di Man        | conte di Derby, signore di Man    | Nicholas Stanley    | 1696–1701      |                  |                 |                                             |                  |
| James II Stanley                                                              | 1702–1736                        | Governatore dell'isola di Man        | conte di Derby, signore di Man    | Charles Stanley     | 1702–1703      |                  |                 |                                             |                  |
| James II Stanley                                                              | 1702–1736                        | Governatore dell'isola di Man        | conte di Derby, signore di Man    | Robert Mawdesley    | 1703–1713      |                  |                 |                                             |                  |
| James II Stanley                                                              | 1702–1736                        | Governatore dell'isola di Man        | conte di Derby, signore di Man    | Charles Stanley     | 1713–1713      |                  |                 |                                             |                  |
| James II Stanley                                                              | 1702–1736                        | Governatore dell'isola di Man        | conte di Derby, signore di Man    | Alexander Horne     | 1713–1723      |                  |                 |                                             |                  |
| James II Stanley                                                              | 1702–1736                        | Governatore dell'isola di Man        | conte di Derby, signore di Man    | John Lloyd          | 1723–1725      |                  |                 |                                             |                  |
| James II Stanley                                                              | 1702–1736                        | Governatore dell'isola di Man        | conte di Derby, signore di Man    | Thomas Horton       | 1725–1736      |                  |                 |                                             |                  |
| James Murray                                                                  | 1736–1764                        | Governatore dell'isola di Man        | conte di Derby, signore di Man    | James Murray        | 1736–1744      |                  |                 |                                             |                  |
| James Murray                                                                  | 1736–1764                        | Governatore dell'isola di Man        | conte di Derby, signore di Man    | Patrick Lindsey     | 1744–1751      |                  |                 |                                             |                  |
| James Murray                                                                  | 1736–1764                        | Governatore dell'isola di Man        | conte di Derby, signore di Man    | Basil Cochrane      | 1751–1761      |                  |                 |                                             |                  |
| John Murray                                                                   | 1764–1765                        | Governatore dell'isola di Man        | conte di Derby, signore di Man    | John Wood           | 1761–1777      |                  |                 |                                             |                  |
| Giorgio III                                                                   | 1760–1820                        | Governatore dell'isola di Man        | signore di Man                    | John Wood           | 1761–1777      | Henry Hope       | 1773–1775       | luogotenente- governatore dell'isola di Man |                  |
| Giorgio III                                                                   | 1760–1820                        | Governatore dell'isola di Man        | signore di Man                    | Edward Smith        | 1777–1793      | Richard Dawson   | 1775–1790       | luogotenente- governatore dell'isola di Man |                  |
| Giorgio III                                                                   | 1760–1820                        | Governatore dell'isola di Man        | signore di Man                    | James Murray II     | 1793–1828      | Alexander Shaw   | 1790–1804       | luogotenente- governatore dell'isola di Man |                  |
| Giorgio III                                                                   | 1760–1820                        | Governatore dell'isola di Man        | signore di Man                    | James Murray II     | 1793–1828      | Henry Murray     | 1804–1805       | luogotenente- governatore dell'isola di Man |                  |
| Giorgio III                                                                   | 1760–1820                        | Governatore dell'isola di Man        | signore di Man                    | James Murray II     | 1793–1828      | Cornelius Smelt  | 1805–1832       | luogotenente- governatore dell'isola di Man |                  |
| Giorgio IV                                                                    | 1820–1830                        | Governatore dell'isola di Man        | signore di Man                    |                     |                |                  | Cornelius Smelt | luogotenente- governatore dell'isola di Man | 1805–1832        |
| Guglielmo IV                                                                  | 1830–1837                        | John Ready                           | signore di Man                    | 1832–1845           |                |                  |                 | luogotenente- governatore dell'isola di Man |                  |
| Vittoria                                                                      | 1837–1901                        | John Ready                           | signore di Man                    | 1832–1845           |                |                  |                 | luogotenente- governatore dell'isola di Man |                  |
| Vittoria                                                                      | 1837–1901                        | Charles Hope                         | signore di Man                    | 1845–1860           |                |                  |                 | luogotenente- governatore dell'isola di Man |                  |
| Vittoria                                                                      | 1837–1901                        | Mark Hildesley Quayle                | signore di Man                    | 1860–1860           |                |                  |                 | luogotenente- governatore dell'isola di Man |                  |
| Vittoria                                                                      | 1837–1901                        | Francis Conant                       | signore di Man                    | 1860–1863           |                |                  |                 | luogotenente- governatore dell'isola di Man |                  |
| Vittoria                                                                      | 1837–1901                        | Mark Hildesley Quayle                | signore di Man                    | 1863–1863           |                |                  |                 | luogotenente- governatore dell'isola di Man |                  |
| Vittoria                                                                      | 1837–1901                        | Henry Loch                           | signore di Man                    | 1863–1882           |                |                  |                 | luogotenente- governatore dell'isola di Man |                  |
| Vittoria                                                                      | 1837–1901                        | Spencer Walpole                      | signore di Man                    | 1882–1882           |                |                  |                 | luogotenente- governatore dell'isola di Man |                  |
| Vittoria                                                                      | 1837–1901                        | West Ridgeway                        | signore di Man                    | 1883–1895           |                |                  |                 | luogotenente- governatore dell'isola di Man |                  |
| Vittoria                                                                      | 1837–1901                        | John Henniker-Major                  | signore di Man                    | 1895–1902           |                |                  |                 | luogotenente- governatore dell'isola di Man |                  |
| Edoardo VII                                                                   | 1901–1910                        | George Somerset                      | signore di Man                    | 1902–1918           |                |                  |                 | luogotenente- governatore dell'isola di Man |                  |
| Giorgio V                                                                     | 1910–1936                        | George Somerset                      | signore di Man                    | 1902–1918           |                |                  |                 | luogotenente- governatore dell'isola di Man |                  |
| Giorgio V                                                                     | 1910–1936                        | William Fry                          | signore di Man                    | 1918–1925           |                |                  |                 | luogotenente- governatore dell'isola di Man |                  |
| Giorgio V                                                                     | 1910–1936                        | Claude Hill                          | signore di Man                    | 1925–1932           |                |                  |                 | luogotenente- governatore dell'isola di Man |                  |
| Giorgio V                                                                     | 1910–1936                        | Montagu Butler                       | signore di Man                    | 1932–1937           |                |                  |                 | luogotenente- governatore dell'isola di Man |                  |
| Edoardo VIII                                                                  | 1936–1936                        | Montagu Butler                       | signore di Man                    | 1932–1937           |                |                  |                 | luogotenente- governatore dell'isola di Man |                  |
| Giorgio VI                                                                    | 1936–1952                        | William Leveson-Gower                | signore di Man                    | 1937–1945           |                |                  |                 | luogotenente- governatore dell'isola di Man |                  |
| Giorgio VI                                                                    | 1936–1952                        | Geoffrey Rhodes Bromet               | signore di Man                    | 1945–1952           |                |                  |                 | luogotenente- governatore dell'isola di Man |                  |
| Elisabetta II                                                                 | 1952–2022                        | Ambrose Dundas                       | signore di Man                    | 1952–1959           |                |                  |                 | luogotenente- governatore dell'isola di Man |                  |
| Elisabetta II                                                                 | 1952–2022                        | Ronald Garvey                        | signore di Man                    | 1959–1966           |                |                  |                 | luogotenente- governatore dell'isola di Man |                  |
| Elisabetta II                                                                 | 1952–2022                        | Peter Stallard                       | signore di Man                    | 1966–1974           |                |                  |                 | luogotenente- governatore dell'isola di Man |                  |
| Elisabetta II                                                                 | 1952–2022                        | John Paul                            | signore di Man                    | 1974–1980           |                |                  |                 | luogotenente- governatore dell'isola di Man |                  |
| Elisabetta II                                                                 | 1952–2022                        | Nigel Cecil                          | signore di Man                    | 1980–1985           |                |                  |                 | luogotenente- governatore dell'isola di Man |                  |
| Elisabetta II                                                                 | 1952–2022                        | Laurence New                         | signore di Man                    | 1985–1990           |                |                  |                 | luogotenente- governatore dell'isola di Man |                  |
| Elisabetta II                                                                 | 1952–2022                        | Laurence Jones                       | signore di Man                    | 1990–1995           |                |                  |                 | luogotenente- governatore dell'isola di Man |                  |
| Elisabetta II                                                                 | 1952–2022                        | Timothy Daunt                        | signore di Man                    | 1995–2000           |                |                  |                 | luogotenente- governatore dell'isola di Man |                  |
| Elisabetta II                                                                 | 1952–2022                        | Ian Macfadyen                        | signore di Man                    | 2000–2005           |                |                  |                 | luogotenente- governatore dell'isola di Man |                  |
| Elisabetta II                                                                 | 1952–2022                        | Michael Kerruish                     | signore di Man                    | 2005–2005           |                |                  |                 | luogotenente- governatore dell'isola di Man |                  |
| Elisabetta II                                                                 | 1952–2022                        | Paul Haddacks                        | signore di Man                    | 2005–2011           |                |                  |                 | luogotenente- governatore dell'isola di Man |                  |
| Elisabetta II                                                                 | 1952–2022                        | Adam Wood                            | signore di Man                    | 2011–2016           |                |                  |                 | luogotenente- governatore dell'isola di Man |                  |
| Elisabetta II                                                                 | 1952–2022                        | Richard Gozney                       | signore di Man                    | 2016–2021           |                |                  |                 | luogotenente- governatore dell'isola di Man |                  |
| Elisabetta II                                                                 | 1952–2022                        | John Lorimer                         | signore di Man                    | dal 2021            |                |                  |                 | luogotenente- governatore dell'isola di Man |                  |
| Carlo III                                                                     | dal 2022                         | John Lorimer                         |                                   | dal 2021            |                |                  |                 |                                             |                  |